# Hércules Brito Ruas
Hércules Brito Ruas eller bare Brito (født 9. august 1939 i Rio de Janeiro, Brasilien) er en tidligere brasiliansk fodboldspiller (midterforsvarer), der med Brasiliens landshold vandt guld ved VM i 1970 i Mexico. Han spillede samtlige brasilianernes seks kampe under turneringen. I alt nåede han at spille 45 landskampe, og deltog også ved VM i 1966 i England.
Brito spillede på klubplan primært for Vasco da Gama i hjembyen Rio de Janeiro, som han var tilknyttet i 13 sæsoner. Han havde også kortere ophold hos andre brasilianske topklubber, blandt andet Flamengo, Botafogo og Corinthians. Med Vasco da Gama var han med til at vinde fire statsmesterskaber i Rio de Janeiro.